# Pangasius pangasius
Pangasius pangasius is een straalvinnige vis uit de familie van reuzenmeervallen (Pangasiidae) en behoort tot de grote orde van meervalachtigen (Siluriformes). Deze vis wordt bij een lengte van minimaal 63 centimeter geslachtsrijp en kan maximaal een lengte van 3 meter bereiken. De rugvin heeft 2 harde stekels en 7 vinstralen, de aarsvin heeft alleen 29 tot 32 zachte vinstralen. 

## Leefomgeving
Pangasius pangasius komt voor in zoet en brak water. Het verspreidingsgebied beperkt zich tot de tropische gebieden in Azië, zoals de grote rivieren in India en Myanmar en de Mekongdelta in Vietnam waar de temperatuur van het water tussen de 23 en 28°C is. Daarnaast is de vis uitgezet in andere riviersystemen in tropisch Azië. 

## Relatie tot de mens
Pangasius pangasius is voor de beroepsvisserij van aanzienlijk belang.

De vis wordt tegenwoordig gekweekt, vooral in de Vietnamese Mekongdelta. In de handel is de vis als Panga (Nederland) of Pangasius (België) te koop, meestal als (diepgevroren) filet. Een andere vis die als panga verkocht wordt is Pangasius hypophthalmus, een andere reuzenmeerval. Deze vissoorten vormen een alternatief voor bedreigde vissoorten als zeetong en hebben een zachte smaak.
De soort staat op de Rode Lijst van de IUCN als niet bedreigd, beoordelingsjaar 2009. De omvang van de populaties is volgens de IUCN dalend. De populatie wordt overbevist en heeft mogelijk ook te lijden door verlies aan leefgebied door het afdammen van rivieren en watervervuiling. 
Volgens de recentste Viswijzer is het eten van Pangasius te vermijden tenzij de vis is voorzien van het asc-keurmerk dat garant staat voor een ecologisch en sociaal verantwoorde viskweekmethode. Omdat volgens sommige bronnen de vis zwaar verontreinigd zou zijn door chemicaliën zoals arseen en de vis kunstmatig zou worden gekweekt met antibiotica en hormonen besliste Belgische warenhuisketen Carrefour in 2017 om pangasius niet meer te verkopen.